# مونی نائور
مونی نائور (به انگلیسی: Moni Naor)(به عبری: מוני נאור) ‏ یک متخصص علوم رایانه اسراییلی و استاد در مؤسسه عالی علوم وایزمن است. او در زمینه‌های مختلف علوم رایانه، به ویژه رمزنگاری مشغول پژوهش است. شهرت وی به دلیل به جریان انداختن پژوهش روی حمله متن رمزشده انتخابی، رمزنگاری انعطاف‌ناپذیر، رمزنگاری بصری (به همراه آدی شامیر)، و مطرح کردن روش‌های مختلف برای تایید اینکه کاربرها واقعاً انسان هستند (که منتهی به ابداع کپچا شد)، است.

## جوایز
- جایزه گودل